# Abd-al-kurimus
De abd-al-kurimus (Passer hemileucus) is een zangvogel uit de familie van de mussen (Passeridae). De wetenschappelijke naam van de soort is voor het eerst geldig gepubliceerd in 1899 door Ogilvie-Grant & Forbes.

## Verspreiding en leefgebied
Deze soort komt voor op het eiland Abd Al Kuri, westelijk van de Socotra-archipel.